# Felsen-Segge
Die Felsen-Segge (Carex rupestris) ist eine Pflanzenart aus der Gattung Seggen (Carex) innerhalb der Familie der Sauergrasgewächse (Cyperaceae). Sie ist mit zwei Unterarten auf der Nordhalbkugel in Eurasien und Nordamerika verbreitet.

## Beschreibung

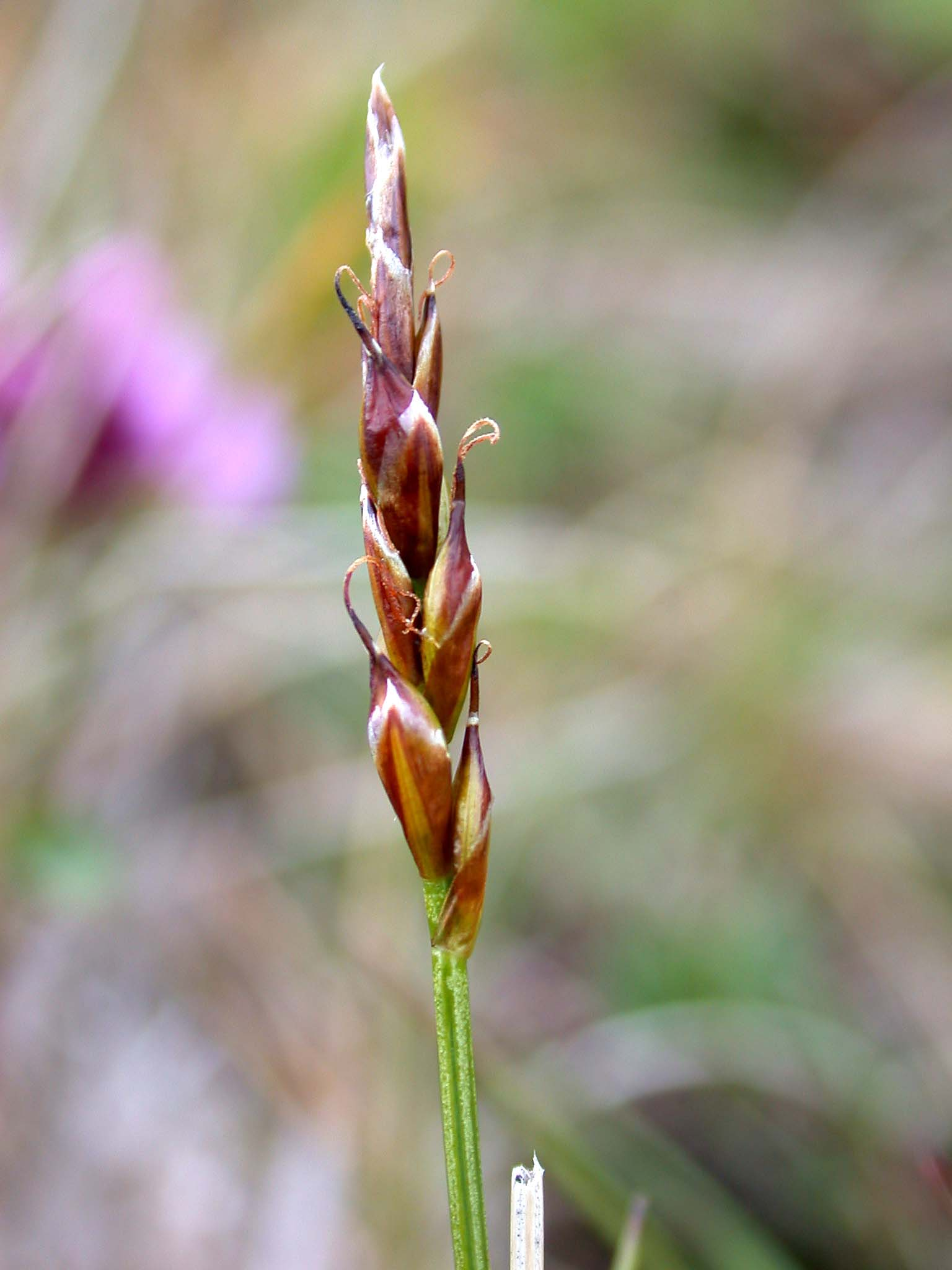
Blütenstand

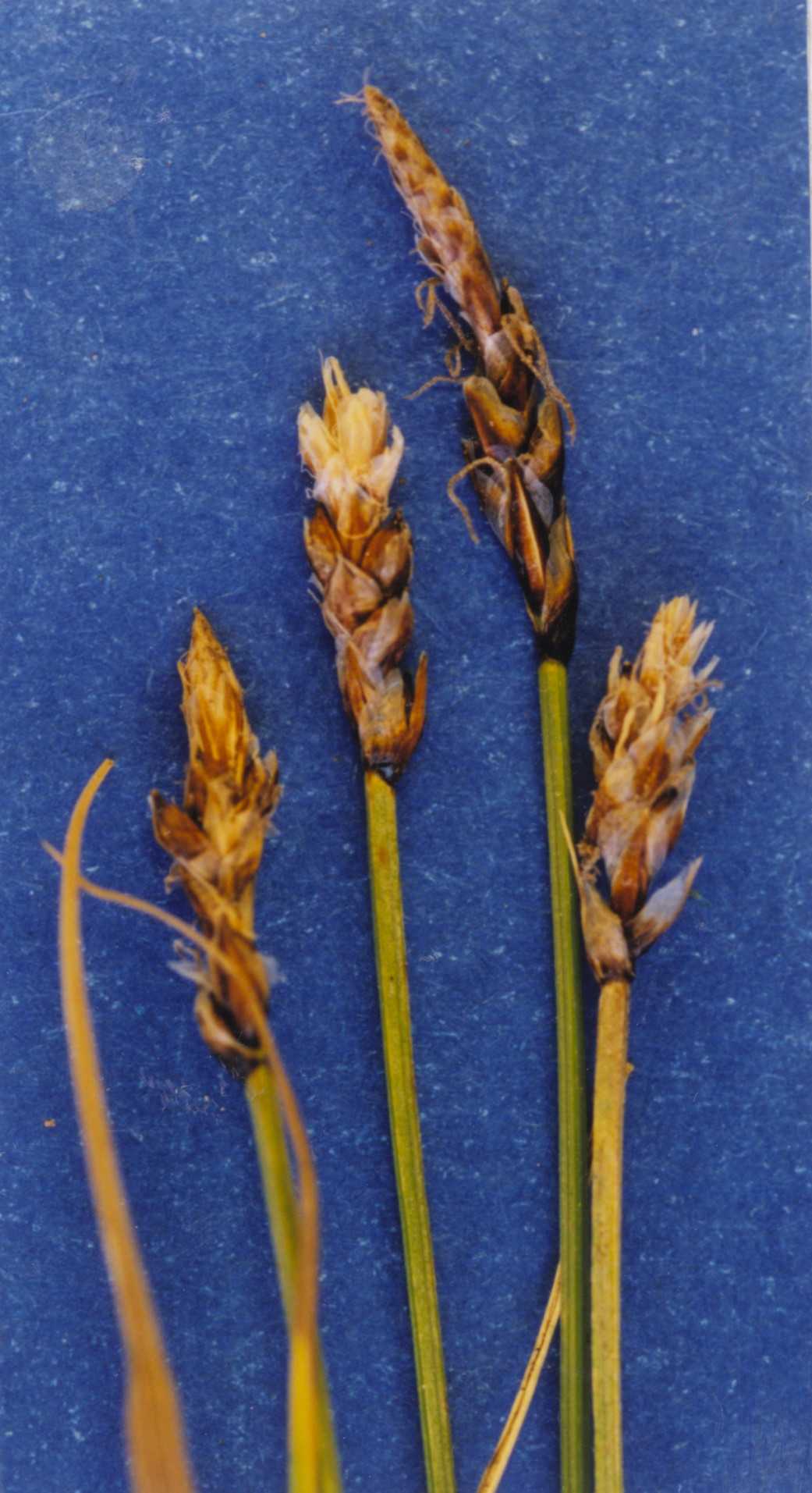
Blütenstände mit jeweils nur einem Ährchen

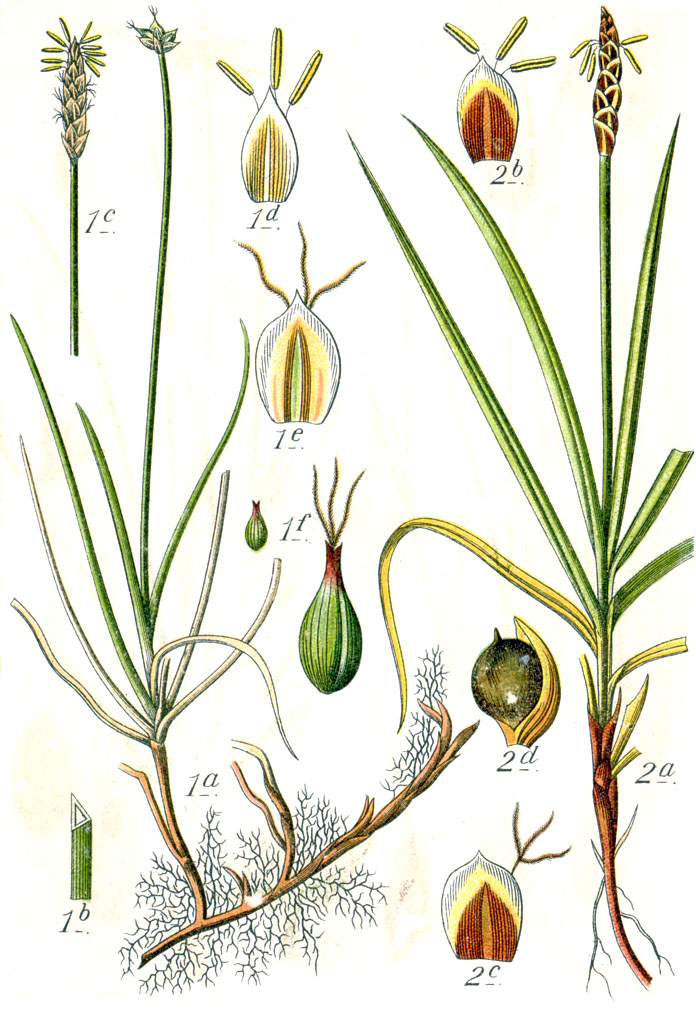
Felsen-Segge (Carex rupestris) in der Illustration rechts (2a bis 2d), links ist die Stumpfe Segge (Carex obtusata, 1a bis 1f) abgebildet

### Vegetative Merkmale
Die Felsen-Segge wächst als ausdauernde krautige Pflanze und erreicht Wuchshöhen von 5 bis 15 Zentimetern. Sie bildet einen „Wurzelstock“ und unterirdische Ausläufer. Der aufrechte oder bogig aufsteigende Stängel ist stumpf dreikantig und unter dem Blütenstand schwach rau; er ist mindestens 20 % länger als die Laubblätter. Die 1 bis 1,5 Millimeter breiten, flachen und am Rand rauen Laubblätter sind an den Spitzen oft gebogen oder eingerollt und oft im oberen Drittel abgestorben. Die abgestorbenen Laubblätter halten sich noch lange und geben einem Rasen der Felsen-Segge mit ihren eingerollten Spitzen ein zerzaustes Aussehen.

### Generative Merkmale
Die Blütezeit reicht von Juni bis Juli. Der Blütenstand ist ein einziges, 1 bis 1,5 Zentimeter langes, endständiges Ährchen. Der untere Teil des Ährchens besteht aus etwa 3 bis 6 weiblichen Blüten, der obere Teil aus männlichen Blüten. Der weibliche Teil ist 3 bis 4 mal dicker als der männliche Teil. Die Spelzen der weiblichen Blüten sind eiförmig, stumpf, 3,5 Millimeter lang, rotbraun und einnervig mit weißem Hautrand. Die unterste Spelze ist stachelspitzig. Die Spelzen der männlichen Blüten sind schmaler. Die Schläuche sind oft verkümmert und untypisch, im gut ausgebildeten Zustand sind sie 2,5 bis 4 Millimeter lang und plötzlich in einen sehr kurzen Schnabel zusammengezogen. Es sind drei Narben vorhanden.
Die Chromosomenzahl beträgt 2n = 50 oder 52.

## Vorkommen und Ökologie
Das Verbreitungsgebiet der Felsen-Segge sind die subarktischen und gemäßigten Zonen der Nordhalbkugel. In den mitteleuropäischen Alpen ist sie selten; sie fehlt dort sogar in den Kalkalpen in größeren Gebieten. Sie kommt an ihren Fundorten in oft kleineren Beständen vor.
Sie wurde 1998 in Deutschland als „extrem selten“ bewertet. Es wurde seither eine deutliche Verschlechterung festgestellt. Die Felsen-Segge wird in der Roten Liste der gefährdeten Pflanzenarten nach Metzing et al. 2018 als Gefährdungskategorie 1 = vom Aussterben bedroht eingestuft. Sie kommt in Deutschland nur am Gipel des Aggenstein bei Pfronten im Allgäu vor. Im Jahr 2000 wurden nur 15 Pflanzenexemplare an diesem Fundort bestätigt, diese durch Klettern stark bedroht.
Die Felsen-Segge gedeiht auf kalkhaltigen, gut durchlüfteten, meist steinigen, flachgründigen Böden mit guter Humusführung. Sie siedelt in den Alpen in Höhenlagen zwischen 1600 und 3100 Metern.
Sie besiedelt lückige, alpine Rasen und Matten, sie geht aber auch in Felsspalten und auf Gebirgsgrate. Obwohl die Felsen-Segge kurze Ausläufer besitzt, meidet sie Schutt, der noch in  Bewegung ist. Andererseits hat sie in dichten Rasen nicht die besten Lebensbedingungen. Meist verschwindet sie dort rasch wieder. Daher sind Standorte, die ihr in Mitteleuropa zusagen, nicht allzu häufig. Bei ihr spielt allerdings die vegetative Vermehrung durch Ausläufer eine größere Rolle als die geschlechtliche durch Samen. Die Ausläufer dringen in feinerdereiche Felsspalten ebenso ein wie in kleinste Zwischenräume zwischen festliegenden Gesteinstrümmern. Sie gedeiht besonders im Elynetum oder im Caricetum firmae und ist eine Charakterart der Klasse Carici rupestris-Kobresietea.
Die ökologischen Zeigerwerte nach Landolt & al. 2010 sind in der Schweiz: Feuchtezahl F = 2 (mäßig trocken), Lichtzahl L = 5 (sehr hell), Reaktionszahl R = 4 (neutral bis basisch), Temperaturzahl T = 1+ (unter-alpin, supra-subalpin und ober-subalpin), Nährstoffzahl N = 1 (sehr nährstoffarm), Kontinentalitätszahl K = 4 (subkontinental).

## Systematik
Die Erstveröffentlichung von Carex rupestris erfolgte 1785 durch Carlo Allioni in „Flora Pedemontana“, Band 2, S. 264.
Je nach Autor gibt es etwa zwei Unterarten::
- Carex rupestris subsp. altimontana T.V.Ebel: Sie wurde 2007 aus dem Altai erstbeschrieben.[6]
- Carex rupestris All. subsp. rupestris: Sie kommt in den subarktischen und gemäßigten Gebieten der Nordhalbkugel vor.[6]